# Stop Control System
Stop Control System (SCS) was een Brits (Lucas-Girling) mechanisch prototype van ABS, dat in 1985 mede in opdracht van Ford werd ontwikkeld. Toen de opdracht van Ford kwam was de motorfiets-uitvoering al in een vergevorderd stadium. Lucas-Girling hoopte er motorfabrikanten in te interesseren, maar die waren intussen al heel ver met de ontwikkeling van elektronische systemen. In 1986 ging desalniettemin de Lucas-Girling “anti-blokkeer remmodulator” in productie.